# Eugeniusz Zagłoba-Kaniowski
Eugeniusz Zenon Zagłoba-Kaniowski (ur. 17 września 1890 w Rozwadowie, zm. 30 stycznia 1970 w Krakowie) – major piechoty Wojska Polskiego.

## Życiorys
Urodził się w Rozwadowie, w ówczesnym powiecie tarnobrzeskim Królestwa Galicji i Lodomerii, w rodzinie Stanisława i Julii z Grabowskich. Był starszym bratem Romana (1893–1965), legionisty, majora piechoty Wojska Polskiego.
W czasie I wojny światowej walczył w szeregach cesarskiej i królewskiej Armii. Jego oddziałem macierzystym był 4 Tyrolski Pułk Strzelców Cesarskich. Na stopień podporucznika został mianowany ze starszeństwem z 1 stycznia 1916 w korpusie oficerów rezerwy.
19 sierpnia 1920 został zatwierdzony z dniem 1 kwietnia 1920 w stopniu kapitana, w piechocie, w grupie oficerów byłej armii austriacko-węgierskiej. Pełnił wówczas służbę w Dowództwie Placu Bielsko. 1 czerwca 1921 pełnił służbę w Dowództwie 7 Dywizji Piechoty, a jego oddziałem macierzystym był 27 Pułk Piechoty. 3 maja 1922 został zweryfikowany w stopniu kapitana ze starszeństwem z 1 czerwca 1919 i 293. lokatą w korpusie oficerów piechoty, a jego oddziałem macierzystym był nadal 27 pp. Później został przeniesiony do 25 Pułku Piechoty w Piotrkowie i przydzielony do 7 Dywizji Piechoty na stanowisko II oficera sztabu. 1 grudnia 1924 został mianowany majorem ze starszeństwem z 15 sierpnia 1924 i 87. lokatą w korpusie oficerów piechoty. Później został przeniesiony do 39 Pułku Piechoty w Jarosławiu, a następnie do 27 Pułku Piechoty w Częstochowie na stanowisko dowódcy II batalionu. W sierpniu 1926 został przesunięty na stanowisko kwatermistrza. W listopadzie 1927 został przeniesiony z 27 pp do 77 Pułku Piechoty w Lidzie na stanowisko dowódcy I batalionu. W czerwcu 1930 został przesunięty na stanowisko kwatermistrza, ale już we wrześniu tego roku został przeniesiony do Powiatowej Komendy Uzupełnień Tarnowskie Góry na stanowisko komendanta. W 1938 został przeniesiony w stan spoczynku.
Zmarł 30 stycznia 1970 w Krakowie. Został pochowany na cmentarzu Rakowickim.

## Ordery i odznaczenia
- Krzyż Walecznych[18]
- Złoty Krzyż Zasługi po raz pierwszy[18]
- Złoty Krzyż Zasługi po raz drugi – 1938 „za całokształt zasług w służbie wojskowej”[19]
- Srebrny Medal Zasługi Wojskowej z mieczami na wstążce Krzyża Zasługi Wojskowej[20]
- Krzyż Wojskowy Karola[20]